# Veronika Dudarova
Veroníka Borísova Dudárova (in russo Верони́ка Бори́совна Дуда́рова?; Baku, 5 dicembre 1916 – Mosca, 15 gennaio 2009) fu una direttrice d'orchestra sovietica, prima donna a condurre un'orchestra sinfonica nel XX secolo.
Fu direttrice dell'Orchestra Sinfonica Statale di Mosca dal 1960 al 1989 e fondatrice, nel 1991, dell'Orchestra Sinfonica Russa che diresse fino alla morte.

## Storia
Nata in una famiglia di nobili osseti nell'allora Impero russo, ha iniziato a suonare il piano dall'età di cinque anni nella promettente classe di musica per bambini all'Accademia di musica Hajibeyov di Baku. 
Nei primi anni 1930, il padre di Doudarova fu deportato e le sue due sorelle maggiori morirono. Sua madre la portò a vivere a Leningrado, dove Veronika si unì alla scuola di musica del Conservatorio Rimsky-Korsakov. 
Si trasferì a Mosca nel 1937 e divenne allieva di Boris Berlin nella classe preparatoria del Conservatorio Tchaikovsky di Mosca, conducendo allo stesso tempo una carriera come pianista da concerto. Ha studiato al conservatorio, nel 1938-1941 e nel 1945-1947, sotto la direzione di Leo Ginsburg e Nikolai Anosov. Ha iniziato come direttore d'orchestra al Teatro Accademico della Gioventù Russa nel 1944. Morì a Mosca, e fu sepolta nel cimitero di Troïekourovskoye.